# Niemieckie Muzeum Techniki
Niemieckie Muzeum Techniki (niem. Deutsches Technikmuseum) – znajdujące się w Berlinie muzeum nauki i techniki, które zawiera wiele eksponatów dotyczących historii techniki. Pierwotnie muzeum kładło największy nacisk na transport kolejowy, obecnie prezentuje wiele gałęzi przemysłu. W 2003 zostało otwarte nowe skrzydło poświęcone transportowi wodnemu oraz lotniczemu. Muzeum posiada też osobny przylegający budynek (z osobnym wejściem), w którym znajduje się interaktywna wystawa nazwana Spectrum.

## Historia
W 1982 powstało Muzeum Transportu i Techniki (Museum für Verkehr und Technik), które przejęło zbiory po Królewskim Muzeum Transportu i Konstrukcji (Königliches Verkehrs- und Baumuseum) otwartym w 1906 w starym budynku dworca Berlin Hamburger Bahnhof. Dzisiejsze muzeum mieści się na dawnym placu załadunkowym przyległym do stacji Anhalter Bahnhof.
W 1996 muzeum zmieniło nazwę na obecną. Z biegiem lat ekspozycja była poszerzana. Nowy budynek powstał w 2003, a na jego zwieńczeniu zawieszony jest amerykański samolot Douglas C-47 Skytrain.

## Informacje dla zwiedzających
Muzeum jest płatne, nie wymaga wcześniejszej rezerwacji. Ten sam bilet umożliwia wejścia do budynku z wystawami, jak i do wystawy Spectrum.

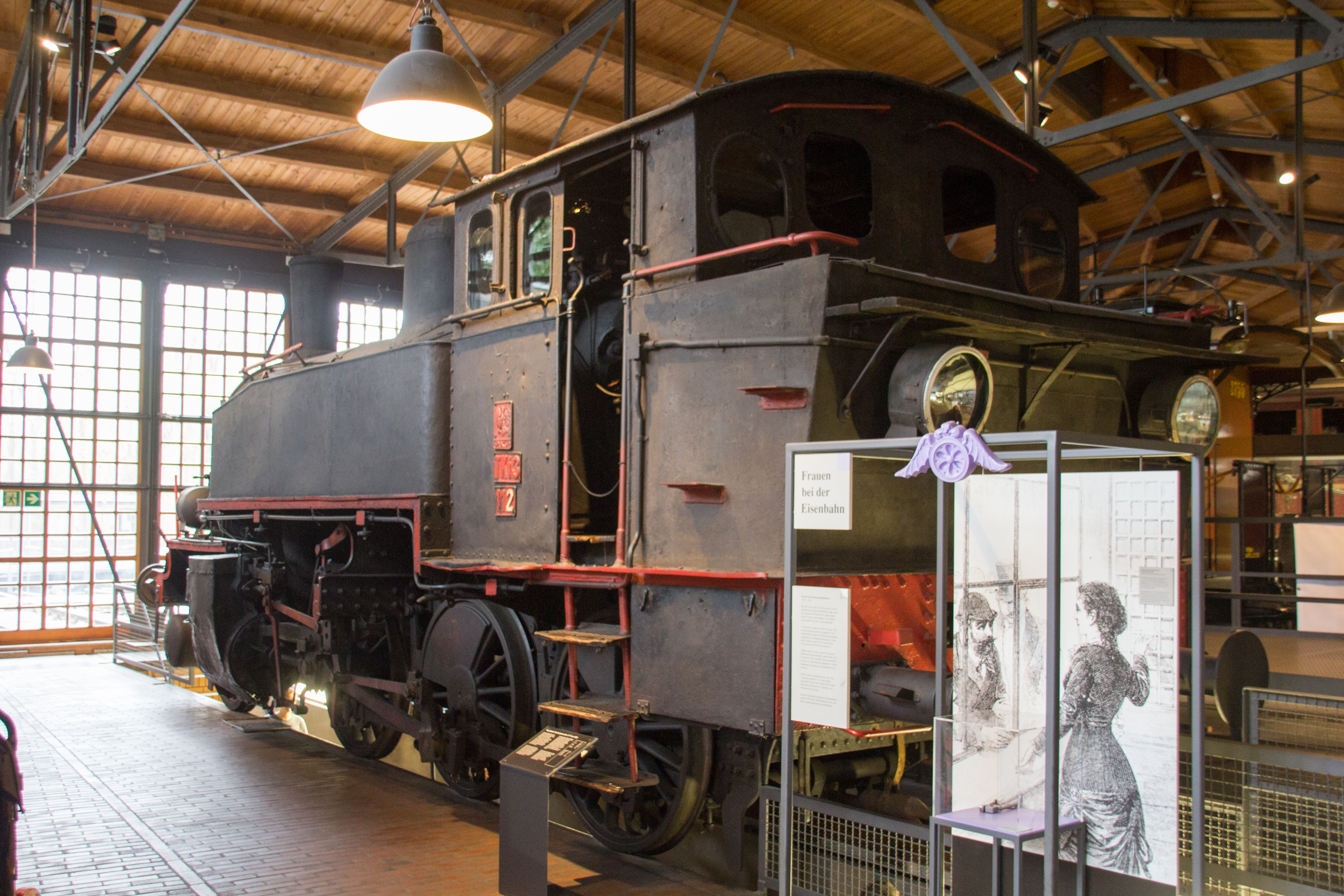
Parowóz TKi3-112 z 1903 roku